# Fatima Payman
Fatima Payman (en dari : فاطمه پیمان), née vers 1995 à Kaboul (Afghanistan), est une femme politique australienne membre du Parti travailliste. Elle est sénatrice d'Australie-Occidentale depuis 2022.

## Biographie

### Famille et études
Son grand-père a été député en Afghanistan.
Fatima Payman naît à Kaboul, en Afghanistan, vers 1995,. Elle est l'aînée d'une fratrie de quatre enfants. Alors qu'elle est âgée de cinq ans, sa famille fuit le pays, sous la coupe des talibans, et s'installe au Pakistan. Son père émigre en Australie en 1999, où il travaille comme agent de sécurité, cuisinier et chauffeur de taxi. Sa famille l'y rejoint en 2003 ; ils s'installent à Perth. Sa mère crée une auto-école. Son père meurt en 2018 d'une leucémie.
Elle est diplômée de l'Australian Islamic College de Perth en 2013. Elle étudie la pharmacie, envisageant de se diriger vers la médecine, mais s'intéresse finalement à la politique. Elle est titulaire d'un Bachelor of Arts en anthropologie et sociologie et d'un diplôme d'études supérieures en sciences pharmaceutiques.

### Carrière politique
Fatima Payman adhère au syndicat United Workers Union (en) en 2018 et devient présidente des Jeunes travaillistes d'Australie-Occidentale, organisations qu'elle a rejoint après avoir constaté les difficiles conditions de travail de son père. Elle travaille également comme coordinatrice de programme au Edmund Rice Center d'Australie-Occidentale et auprès du député local Pierre Yang (en). Elle est membre du conseil d'administration de l'Australian Islamic College.
Elle figure en troisième position sur la liste travailliste pour les élections sénatoriales de 2022. N'estimant pas être en position éligible, elle souhaite que cette campagne soit un « entraînement » avant le prochain scrutin de 2025.
Elle a été naturalisée citoyenne australienne en 2005 mais cela n'a pas automatiquement révoqué sa citoyenneté afghane. Comme l'article 44 de la Constitution australienne exige que tous les candidats soient uniquement citoyens australiens, elle contacte l'ambassade d'Afghanistan en Australie en octobre 2021 pour renoncer à sa citoyenneté afghane. L'ambassade l'informe qu'elle ne peut pas effectuer cette démarche, n'ayant aucun contact avec le nouveau gouvernement taliban qui a pris le contrôle du pays en août. Toutefois, le Parti travailliste reçoit un avis juridique selon lequel Fatima Payman restait éligible, car ayant pris toutes les mesures possibles pour renoncer à sa citoyenneté afghane, notant que l'ambassade afghane en Australie ne savait même pas si les différents départements et agents chargés du traitement de sa demande à Kaboul existaient encore.
Elle est finalement élue sénatrice. C'est alors la première fois que le Parti travailliste remporte trois sièges en Australie-Occidentale depuis la réforme de 1984. Élue à l'âge de 27 ans, elle devient la troisième plus jeune sénatrice de l'histoire australienne et la plus jeune sénatrice de la législature,. Elle déclare que ses priorités sont « l'implication de plus de personnes d'horizons divers dans la politique, l'amélioration de l'éducation de la petite enfance et le changement climatique ». Elle souhaite également « normaliser le port du hijab » et que « les jeunes filles qui décident de porter le hijab le fassent avec fierté, et qu'elles le fassent en sachant qu'elles ont le droit de le porter », ce qui suscite de l'admiration mais aussi des critiques. Elle est la première femme musulmane à porter le voile islamique au Parlement australien.
En octobre 2024, Fatima Payman lance un nouveau parti politique appelé Australia's Voice, après avoir quitté le Parti travailliste en raison de désaccords sur sa position concernant Gaza. Elle souhaite représenter les Australiens « oubliés » et se concentrer sur les enjeux de l'accessibilité au logement et de la réforme des soins aux personnes âgées.